# 삼창박안경기
삼창박안경기(三槍拍案驚奇, Amazing Tales - Three Guns)는 중국에서 제작된 장이머우 감독의 2009년 드라마, 코미디 영화이다. 순홍레이 등이 주연으로 출연하였고 강지강 등이 제작에 참여하였다.

## 출연

### 주연
- 순홍레이
- 샤오선양

### 조연
- 예대홍
- 자오번산
- 염니
- 모모